# Bernhard Weiß (músico)
Bernhard Weiß (Dortmund, Renania del Norte-Westfalia, Alemania, 1 de septiembre de 1964) es un cantante, músico, compositor y productor alemán  conocido por su trabajo con la banda de heavy metal Axxis.

## Carrera musical

### Inicios
Desde niño, Weiß se interesó por la música. A la edad de 12 años, tocó en su ciudad natal para un grupo de amigos de su club de fútbol.

### Axxis
A mediados de la década de 1980, Bernhard Weiß, Walter Pietsch, Werner Kleinhans y Richard Michalski fundaron la banda Axxis. La agrupación envió a varias disqueras una maqueta hasta que EMI Music los firmó en el año de 1988. Axxis publicó los álbumes Kingdom of the Night, Axxis II, el directo Access All Areas, The Big Thrill, Matters of Survival y Voodoo Vibes con esta discográfica. Los primeros tres discos mencionados, así como el último fueron coproducidos por Weiß.
Ya en el siglo XXI, y con una serie de cambios en la formación de la banda —incluida la salida de Pietsch—, Bernhard fue el único miembro fundador del grupo.  Bernhard Weiß grabó y produjo varios trabajos en estudio, además de un disco tributo. Actualmente Weiß es el vocalista, productor y líder de Axxis, junto al teclista Harry Oellers.

## Influencias musicales
Según la página oficial de Axxis, los artistas y bandas que han influenciado a Weiß son ABBA, AC/DC, Accept, Gary Moore, Iron Maiden, Jim Steinman, Kiss, Meat Loaf, Pink Floyd, Queen, Scorpions, Seal y Zeno.

## Discografía

### Axxis
- 1989:Kingdom of the Night
- 1990:Axxis II
- 1991:Access All Areas
- 1993:The Big Thrill
- 1994:Profile: The Best of Axxis
- 1995:Matters of Survival
- 1997:Voodoo Vibes
- 2000:Back to the Kingdom
- 2000:Collection of Power
- 2001:Eyes of Darkness
- 2002:Pure and Rough
- 2004:Time Machine
- 2004:Platinum Edition
- 2006:Paradise in Flames
- 2006:Best of Ballads and Acoustic Specials
- 2007:Doom of Destiny
- 2009:Utopia
- 2011:20 Years of Axxis
- 2012:ReDISCOver(ed)
- 2014:Kingdom of the Night II

### Doom of Destiny
- 2009: Human Fragility — coros
- 2011: Limited Edition Demo 2011 — coros

### Tipsy Slut
- 1996: Back to Bosnia — coros